# جيك هيوز
جيك هيوز (بالإنجليزية: Jake Hughes)‏ هو سائق سيارة سباق بريطاني، ولد في 30 مايو 1994 في برمنغهام في المملكة المتحدة.

## وصلات خارجية
- الموقع الرسمي
- جيك هيوز على موقع DriverDB.com (الإنجليزية)